# Bürgerbüro (Verein)
Das Bürgerbüro e. V. – Verein zur Aufarbeitung von Folgeschäden der SED-Diktatur wurde in Berlin am 17. Juni 1996 von ostdeutschen Bürgerrechtlern gemeinsam mit Politikern und namhaften Persönlichkeiten gegründet.
Zu den Gründern gehörten unter anderem Ignatz Bubis, Bärbel Bohley, Wolf Biermann, Freya Klier, Helmut Kohl, Vera Lengsfeld, Arnold Vaatz und Konrad Weiß.
Ziel des Vereins ist es, Menschen zu helfen, denen in der DDR schweres Unrecht zugefügt worden ist und die bis heute darunter leiden. In vielen Fällen werden Menschenrechtsverletzungen und staatliche Verfolgung durch die DDR-Behörden nicht oder nur ungenügend anerkannt. Nicht in jedem Fall greifen die geltenden Rehabilitierungsgesetze.
Das Bürgerbüro hilft durch psychologische Beratung, durch praktische Unterstützung, etwa im Umgang mit Behörden, oder durch die Vermittlung sachkundiger Juristen. Außerdem versucht es, in der Öffentlichkeit und in der Politik mehr Aufmerksamkeit für die Belange der Opfer des totalitären Sozialismus zu schaffen. Ausgehend von den Erfahrungen mit Betroffenen werden einzelne Aspekte des DDR-Unrechts erforscht und wissenschaftlich dargestellt.
Die Bundespräsidenten Roman Herzog, Johannes Rau und Horst Köhler informierten sich durch Besuche im Bürgerbüro und würdigten dessen Arbeit.
Am 17. Juni 2009 wurde die DDR-Bürgerbewegung mit dem Point-Alpha-Preis 2009 ausgezeichnet. Das Preisgeld in Höhe von 25.000 Euro ging stellvertretend an das Bürgerbüro.

## Bekannte Mitglieder (ehemalige Mitglieder)
- Ignatz Bubis (1927–1999), Politiker (FDP) und Vorsitzender des Zentralrates der Juden in Deutschland
- Uwe Bastian (1957–2024), Bürgerrechtler und Publizist
- Wolf Biermann (* 1936), Liedermacher und Lyriker.
- Bärbel Bohley (1945–2010), Bürgerrechtlerin und Malerin
- Jürgen Fuchs (1950–1999), Bürgerrechtler und Schriftsteller
- Ralph Giordano (1923–2014), Journalist, Publizist, Schriftsteller und Regisseur
- Katja Havemann (* 1947), Bürgerrechtlerin und Autorin
- Ralf Hirsch (* 1960), Bürgerrechtler
- Freya Klier (* 1950), Autorin und Regisseurin
- Helmut Kohl (1930–2017), Politiker (CDU) und Alt-Bundeskanzler
- Vera Lengsfeld (* 1952), Bürgerrechtlerin und Politikerin (CDU)
- Ehrhart Neubert (1940–2024), Bürgerrechtler und Theologe
- Hildigund Neubert (* 1960), Sängerin, DDR-Oppositionelle, ThLStU
- Christa Nickels (* 1952), Politikerin (Bündnis 90/Die Grünen)
- Günter Nooke (* 1959), Politiker (CDU)
- Siegfried Reiprich (* 1955), Physiker, DDR-Dissident
- Rudolf Scharping (* 1947), Politiker (SPD)
- Cornelia Schmalz-Jacobsen (* 1934), Politikerin (FDP)
- Wolfgang Templin (* 1948), Bürgerrechtler und Publizist
- Arnold Vaatz (* 1955), Politiker (CDU)
- Konrad Weiß (* 1942), Bürgerrechtler, Filmregisseur und Publizist

## Herausgeberschaft
- Uwe Bastian, Hildigund Neubert: Schamlos ausgebeutet. Das System der Haftzwangsarbeit politischer Gefangener des SED-Staates. 2003.
- Freya Klier: Matthias Domaschk und der Jenaer Widerstand, Bürgerbüro, Berlin 2011, ISBN 978-3-942657-02-0.
- Freya Klier: Oskar Brüsewitz: Leben und Tod eines mutigen DDR-Pfarrers, Bürgerbüro, Berlin 2004, ISBN 3-00-013746-7; 3., unveränderte Auflage bei: Polymathes, Leipzig 2013, ISBN 978-3-942657-08-2.
- Andreas Bertram, Jens Planer-Friedrich, Regine Sarstedt: Wein mit zuviel Wermut. Die soziale, individuelle und wirtschaftliche Situation der ehemaligen Antragsteller auf Ausreise aus der DDR und die Frage ihrer Identität. 2003.
- Bettina Ernst-Bertram, Jens Planer-Friedrich: Pfarrerskinder in der DDR. Außenseiter zwischen Benachteiligung und Privilegierung. 2008.
- Freya Klier: Michael Gartenschläger - Kampf gegen Mauer und Stacheldraht, Bürgerbüro, Berlin 2009, ISBN 978-3-00-027999-7.
- Jens Planer-Friedrich, Esther Schabow: „Du verbaust Dir die Zukunft!“ Verfolgte Schüler - Ihr soziale, individuelle und wirtschaftliche Situation heute. Bürgerbüro, Berlin 2010.
- Friederike Reininghaus, Esther Schabow: „Meine Kindheit kann mir keiner wiedergeben!“ Einweisung von Kindern und Jugendlichen in Spezialheime und Jugendwerkhöfe der DDR bis 1989. Bürgerbüro, Berlin 2013.